# Суљо Јахић
Суљо Јахић (Живаљевићи, код Рогатице, 5. јануар 1922 — Шековићи, 18. децембар 1942) био је учесник Народноослободилачке борбе и народни херој Југославије.

## Биографија
Рођен је 5. јануара 1922. године у селу Живаљевићи, код Рогатице. Потицао је из сиромашне сељачке породице. До почетка Другог светског рата радио је као сезонски шумски радник, јер се од малог пољопривредног имања његове породице није могао издржавати.
Новембра 1941. године ступио је у Народноослободилачку борбу. Био је борац Муслиманске чете, а касније Муслиманског батаљона Романијског партизанског одреда. Од марта 1942. године је био борац Треће чете Првог ударног батаљона, који је јуна 1942. године постао део Шесте пролетерске источнобосанске ударне бригаде, у којој је био десетар.
Као храбар борац истицао се у свим борбама у којима је учествовао, а нарочито се истакао у борбама на Романији, на Варешу, на простору Пажићи—Диклићи, на Петровићима код Олова, на Озрену, код Власенице, на Коњуху, на Мајевици, у Босутским шумама, у Срему и др.
Крајем марта 1942. године Први ударни батаљон је дошао на Озрен како би помогао борцима Озренског партизанског одреда. Са Ударним батаљоном, тада су се налазили и чланови Главног штаба НОП одреда Босне и Херцеговине. Трећа чета, у којој се налазио Суљо, тада је била смештена у близини школе у селу Брезила, док су околне чете биле размештене по околним брежуљцима. Четници су у рану зору 22. марта 1942. године  напали Ударни батаљон, с циљем да униште Главни штаб за БиХ. Напад је био изненадан и добро припремљен, па су четници брзо продрли до школе у којој се налазио Главни штаб и Штаб батаљона. Суљо је тада бацајући бомбе на четнике успео да заустави њихово напредовање, што је омогућило члановима Главног штаба да се извуку из критичне ситуације.
Не дуго након ове акције, Суљо Јахић је маја 1942. године био примљен у чланство Комунистичке партије Југославије (КПЈ).
Након повратка Шесте источнобоанске ударне бригаде из Срема на Мајевицу, новембра 1942. године четници са Мајевице и Требаве су се концентрисали у селу Малешевци с циљем униште партизане, који су се вратили из Срема. Како би уништили ову јаку четничку групу, партизани су извршили изненадни напад на Малешевце. У овом нападу Суљо је био вођа бомбашког одељења и знатно допринео уништењу четника.
Истако се и у борбама и против усташа из 369. легионарске „вражје” дивизија на Јелици, приликом пробијања Шесте источнобосанке ударне бригаде из Семберије ка Шековићима. Тада је и погинуо 18. децембра 1942. године, када је као десетар и пушкомитраљезац, знатно допринео да се бригада пробије из обруча.
Указом председника ФНР Југославије Јосипа Броза Тита, 23. јула 1952. године, проглашен је за народног хероја.